# 工業以太網

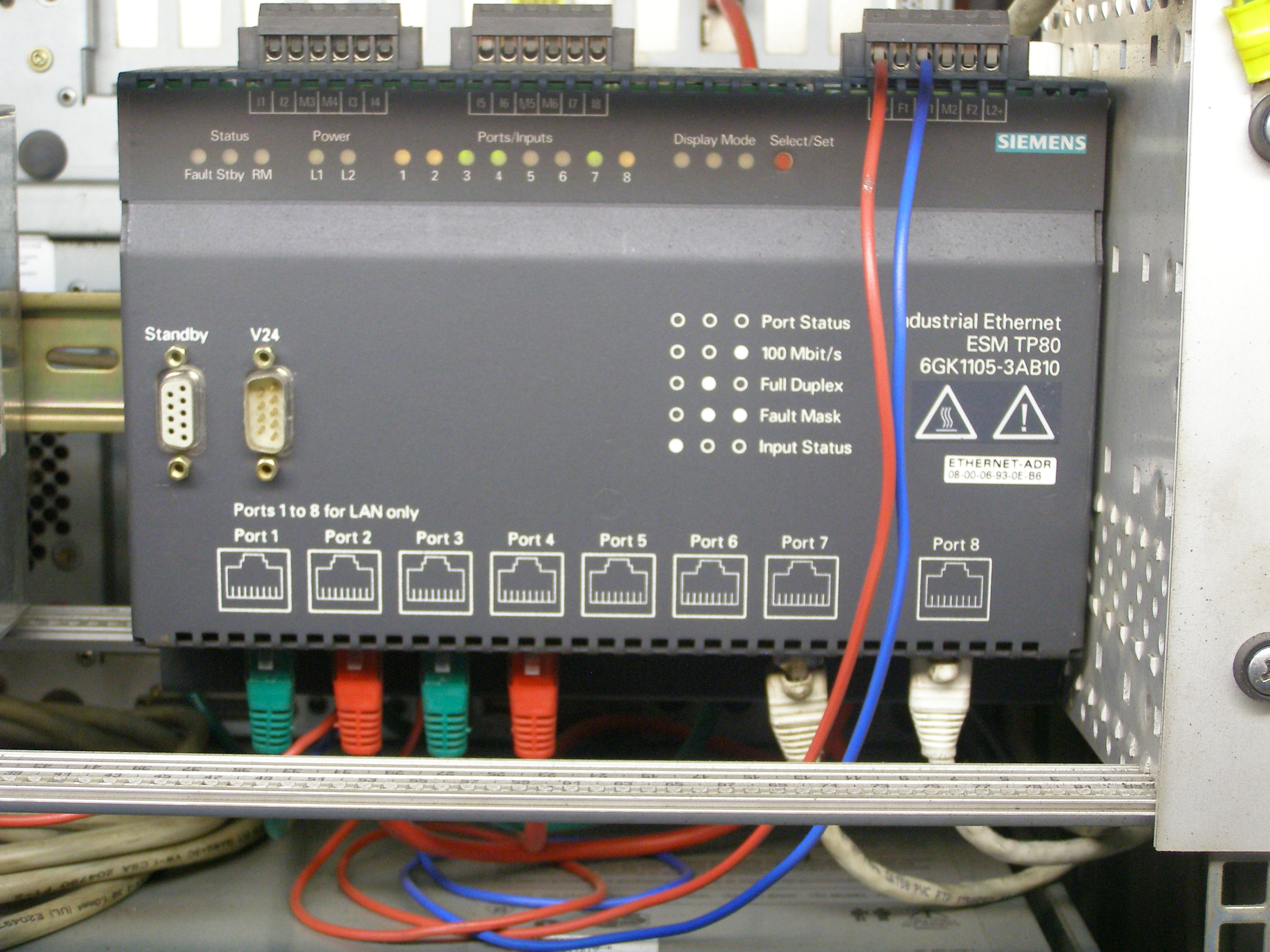
工業以太網路的交換器

工業乙太網是指在工業環境的自動化控制及程序控制中應用乙太網的相關元件及技術。工業乙太網會採用TCP/IP協定，和IEEE 802.3標準相容，但在應用層會加入各自特有的協定。
乙太網在工業程序的應用需要有實時的特性，許多乙太網的相關技術可以使乙太網適用在工業應用中。由於利用標準的乙太網，因此提昇了工廠內由不同供應商設備的互連性，乙太網的市場很大，相關元件的成本也較低、容易取得，因此工業乙太網的成本也可以下降，而性能也可以隨著乙太網技術的進步而提昇。
由於工業乙太網應用在工業環境下，其对振動、溫度、濕度和電磁干擾的适应要求都可能比一般的IT產業設備工作條件更嚴苛。

## 優點及缺點
以往PLC會利用開放式或專有的通訊協定和從站通訊，這類的通訊協定包括Modbus、Sinec H1、Profibus、CANopen、DeviceNet或FOUNDATION Fieldbus。不過越來越多的使用者開始改用乙太網為其数据链路层的通訊協定，而應用層仍使用上述的通訊協定。
相較於以RS-232或RS-485為基礎的工業網路，工業乙太網有以下的優點：
- 提昇傳輸速率，RS-232的速率為9.6 kbit/秒，若是吉比特以太网，使用CAT-5e、CAT-6的網路線或光纖為傳輸介質，傳輸速率可以到1Gbit/秒。
- 傳輸距離可以拉長。
- 可以使用標準的無線接取器、路由器、網路交換器、集線器、网线及光纖。
- 除了傳統的主站－從站架構（master-slave）外，也可以使用點對點技術。
- 較好的互操控性。

以下是應用工業乙太網時的缺點：
- 需將既有的系統轉換為另一個新的通訊協定。
- 及時控制使用像TCP協議時，有許多不便之處（有些應用因此使用UDP或其他数据链路层的協定）
- 處理TCP/IP封包會比處理串列資料要複雜很多。
- 最小的乙太網幀大小為64個位元組，但一般工業通訊的資料只有1-8個位元組，協定開銷（英语：protocol overhead）會影響資料傳輸的速率。

## 通訊協定
雖然工業乙太網讓工業通訊時有標準的硬體介面，但在通訊協定上存在著許多不相容的通訊協定，其資料封裝在乙太網的資料幀，因此像路由器或網路交換器不會因這些不相容的協定而有所影響。但主機和從站需要使用相同的通訊協定才能通訊。
有些標準，像是Modbus，已經由其原始版本衍生出可以運作在工業乙太網上的版本。而Profibus也發展其相容於乙太網的協定PROFINET。其他的協定，像是EtherNet/IP，只開發乙太網传输层的部份。工業乙太網的協定可以封裝在TCP的資料幀內，使得處理上更標準化，但在主機和從機上都需要和TCP相容的通訊協定棧。
以下是一些常見的工業乙太網通訊協定。
- Modbus-TCP
- PROFINET
- EtherNet/IP
- EtherCAT
- SERCOS III（英语：SERCOS III）
- SafetyNET p（英语：SafetyNET p）
- VARAN（德语：VARAN）
- Ethernet Powerlink